# 원격 관리 도구
원격 관리 도구(RAT : remote administration tool)는 원격 조정자로 하여금 해당 시스템에 물리적으로 접근권이 있는 것처럼 시스템을 제어하게 해주는 소프트웨어 및 프로그래밍 모음이다. 데스크톱 공유나 원격 제어가 보통 합법적으로 사용되는 반면, RAT 소프트웨어는 일반적으로 범죄 또는 악의적인 행위와 관련이 있다. 악의적인 RAT 소프트웨어는 일반적으로 트로이 목마의 페이로드로서 희생자의 인식 없이 설치되며 희생자 및 보안 소프트웨어로부터 동작을 숨기려 시도한다.

## 유명한 RAT 소프트웨어와 트로이 목마
- 백 오리피스
- NetBus
- iControl
- PoisonIvy
- Sub Seven
- Beast Trojan
- Bifrost[7]
- Blackshades[8][9]
- DarkComet[10][11]

## 같이 보기
- 트로이 목마
- VNC